# Источна Англија
Источна Англија се често користи као скраћеница за Краљевство Источних Англа.
Источна Англија је традиционални назив за источну Енглеску која обухвата грофовије Норфок и Сафок, али и делове Есекса и Кембриџширa. Традиционални центар ове регије јесте град Норич.
Сама регија је била насељена хиљадама година уназад, Колчестер, најстарији забележени град у Енглеској је био важно место за време римске владавине али и пре. Источна Англија је била једно од краљевства Англо-Саксонске Енглеске,њен први владар је био Редвалд, међутим о њему је сачувано врло мало података.
Некада је била стандардна статистичка територија, а данас у административне сврхе Источна Англија чини владину управну регију Исток Енглеске и дефинисана је као ниво 2 у НСТЈу, при чему обухвата грофовије Норфок,Сафок и Кембриџшир заједно с градом Питерборо под јединственим подручјем управе.
Током касног средњег века Источна Англија је била позната по вуни и вуненим производима, а од 14. до 18. века Норич је био један од главних градова за ткање у Енглеској.
Пољопривреда је и даље важна у овој регији.Јечам је главни усев а осим на крајњем југу он заузима више земље него сви усеви заједно.Повртњаци су такође значајни у неким областима. Дуж обале су низ рибарских лука и одмаралиштима.Лака индустрија је развијена у већини градова.